# Łany (gromada)
Łany (od 31 XII 1961 Dzielnica) – dawna gromada, czyli najmniejsza jednostka podziału terytorialnego Polskiej Rzeczypospolitej Ludowej w latach 1954–1972.
Gromady, z gromadzkimi radami narodowymi (GRN) jako organami władzy najniższego stopnia na wsi, funkcjonowały od reformy reorganizującej administrację wiejską przeprowadzonej jesienią 1954 do momentu ich zniesienia z dniem 1 stycznia 1973, tym samym wypierając organizację gminną w latach 1954–1972.
Gromadę Łany z siedzibą GRN w Łanach utworzono – jako jedną z 8759 gromad na obszarze Polski – w powiecie kozielskim w woj. opolskim, na mocy uchwały nr VII/22/54 WRN w Opolu z dnia 4 października 1954. W skład jednostki weszły obszary dotychczasowych gromad Miejsce Odrzańskie (bez przysiółka Podlesie), Łany i Błażejowice ze zniesionej gminy Polska Cerekiew w tymże powiecie. Dla gromady ustalono 19 członków gromadzkiej rady narodowej.
31 grudnia 1961 do gromady Łany włączono obszar zniesionej gromady Roszowice w tymże powiecie, po czym gromadę Łany zniesiono, przenosząc siedzibę GRN z Łanów do Dzielnicy i zmieniając nazwę jednostki na gromada Dzielnica.